# بريت إليوت
بريت إليوت (بالإنجليزية: Brett Elliott)‏ هو لاعب كرة قدم أمريكية أمريكي، ولد في 11 يونيو 1982 في بورتلاند في الولايات المتحدة.